# Tuning (veicoli)

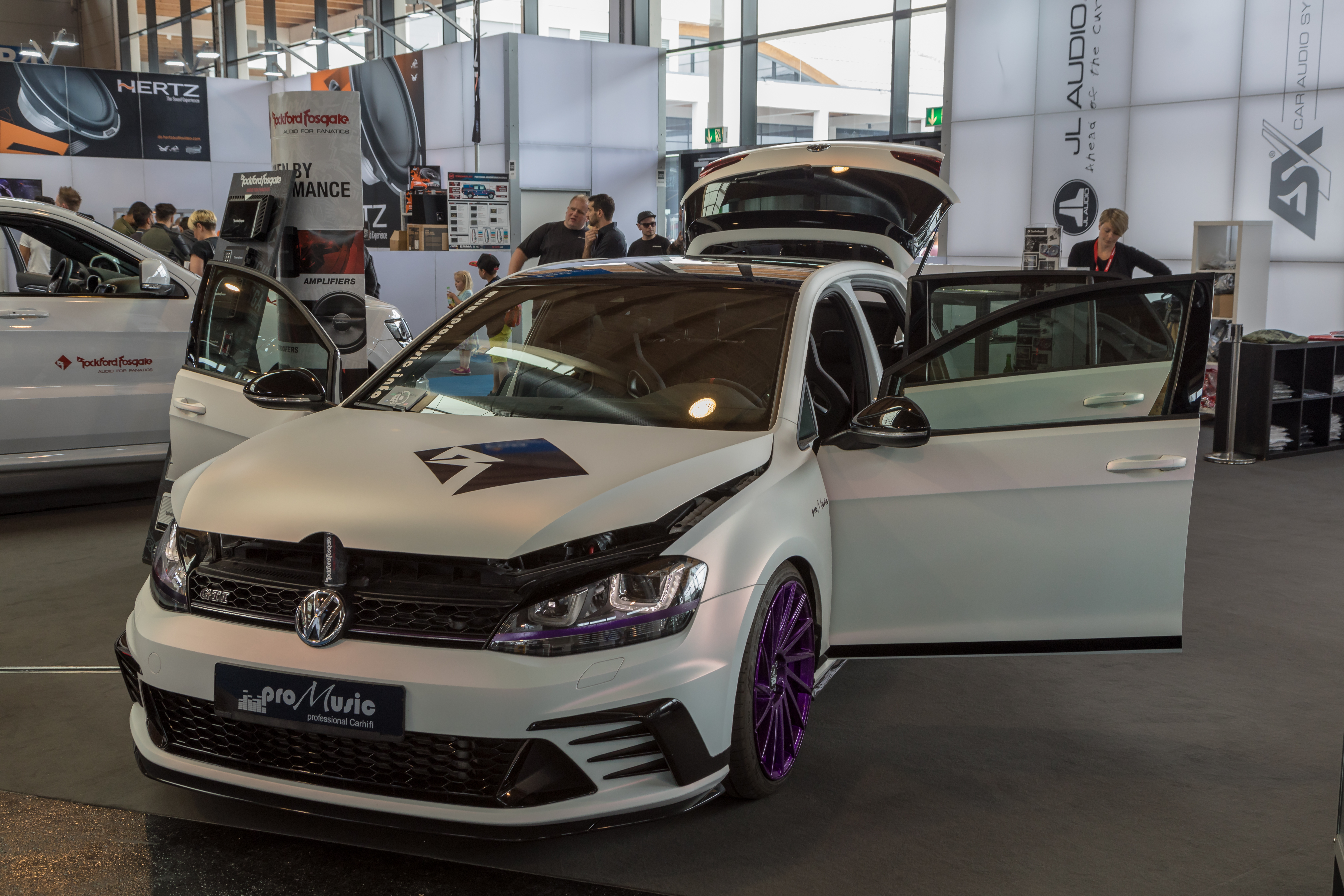
Un Volkswagen Golf sottoposta a tuning

Tuning (dall'inglese to tune, regolare, accordare, mettere a punto), nel campo dei veicoli, è un termine che indica la modifica di un autoveicolo rispetto agli standard produttivi di serie al fine di adeguarlo ai propri gusti o alle proprie specifiche esigenze.

## Storia

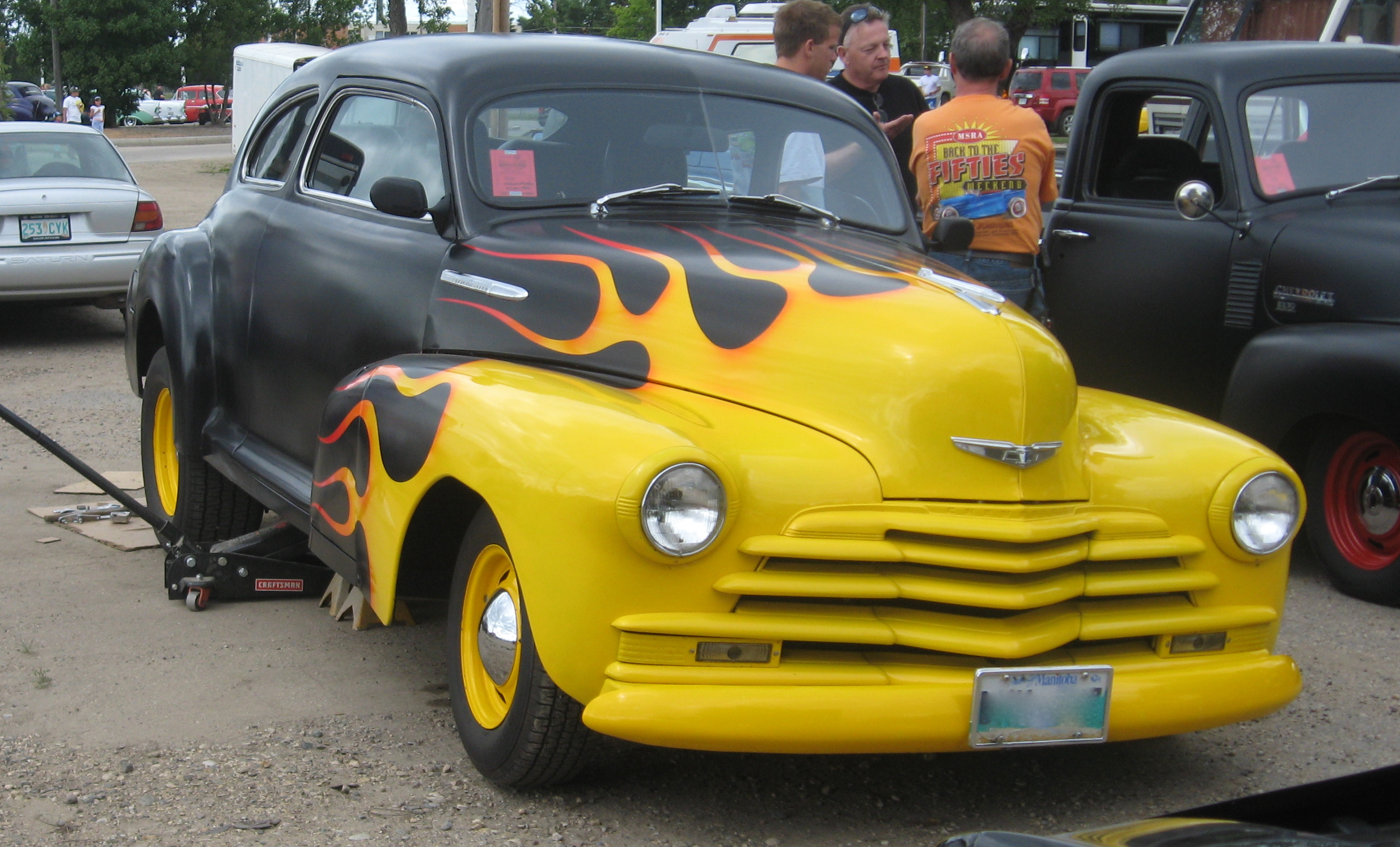
Una vettura hot rod

È un fenomeno nato negli Stati Uniti d'America nella prima metà degli anni 1960 con le Hot rod, le T-bucket e le Lowrider per restare nel campo delle quattro ruote o, in campo motociclistico, nei Chopper. Solo in un secondo momento raggiunge l'Europa e quindi l'Italia, diventando così un fenomeno conosciuto in tutto il mondo.
Ci sono anche marchi automobilistici come, ad esempio, Abarth, che hanno deciso di dedicarsi a questo fenomeno, strategia di marketing decisa per avvicinarsi al pubblico giovane e per evidenziare la caratteristica di "preparatore" che il marchio porta con sé.

## Classificazione delle modifiche
Sotto la denominazione di «tuning» rientrano tutte le modifiche effettuate a un determinato veicolo (non necessariamente automobili, ma anche ciclomotori, moto, kart, quad).
Le modifiche riguardano principalmente 5 categorie:
- Modifiche estetiche alla carrozzeria o parti di essa;
- Modifiche meccaniche al motore, all'impianto frenante, al sistema di scarico o all'assetto di guida.
- Modifiche all'impianto di illuminazione del veicolo;
- Modifiche all'impianto audio;
- Modifiche agli interni.

## Tipologie

### Tuning estetico

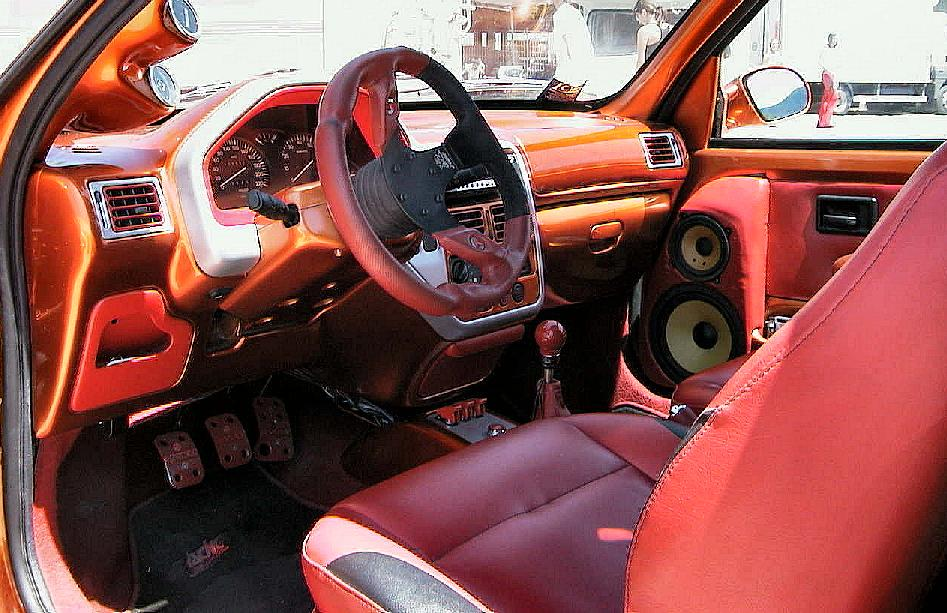
Esempio di tuning interno

Per tuning estetico si intende l'elaborazione della vettura o di altro veicolo dal punto di vista esclusivamente estetico; si possono limitare alla carrozzeria, oppure comprendere anche l'interno del veicolo nei casi di automobili o camion. Vista la natura soggettiva del fenomeno, sono possibili molteplici combinazioni di interventi, molte delle quali non strettamente catalogabili; può riguardare gli allestimenti sia degli interni che degli esterni.

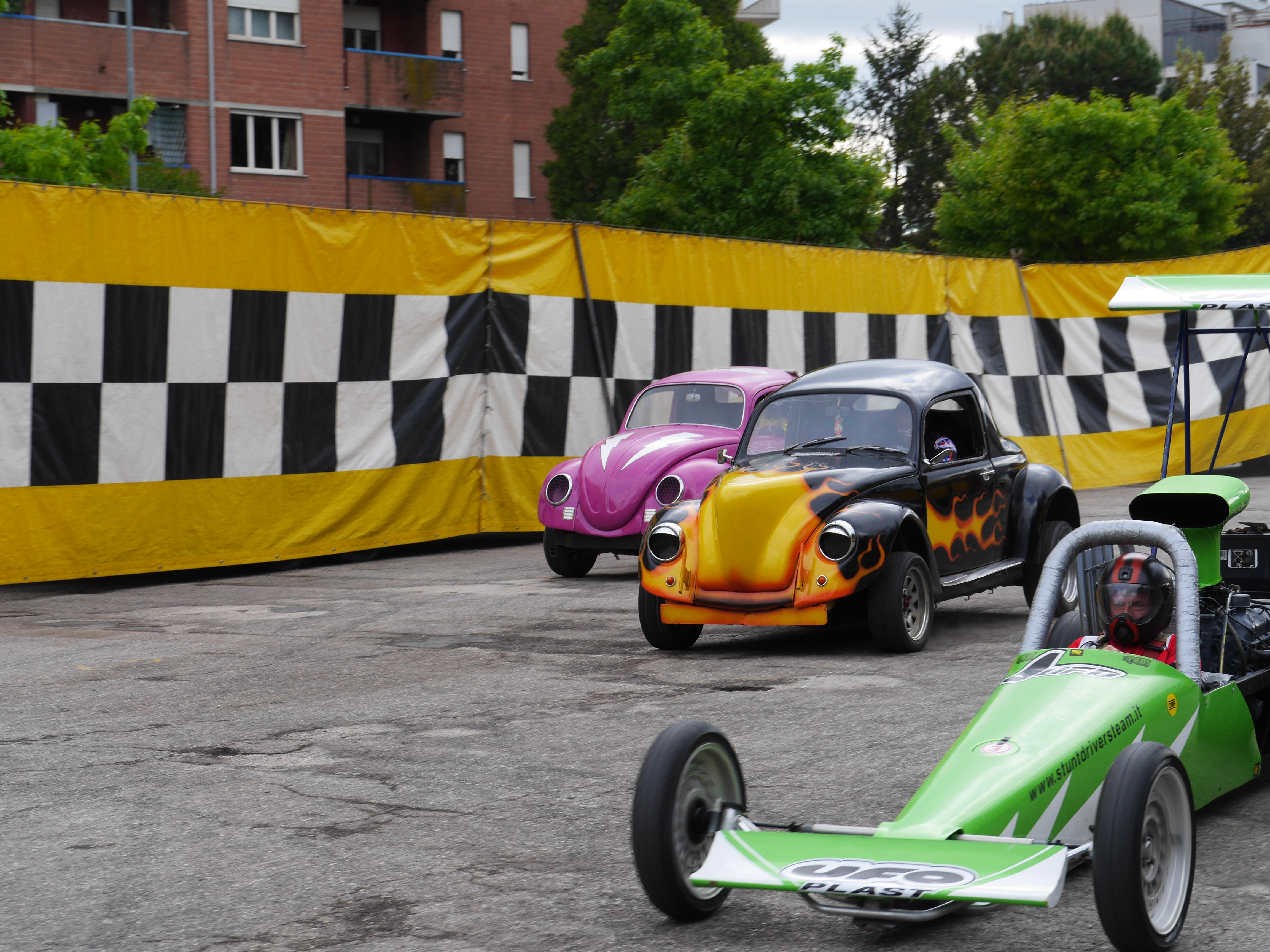
Due Maggiolini "tuningati" e una vettura con motore turbo, Stunt Drivers Team a Perugia

- Il tuning estetico degli esterni nelle automobili si realizza, nella maggioranza dei casi, con l'aggiunta di elementi della carrozzeria quali "minigonne", alettoni posteriori, spoiler, appendici sottoparaurti anteriori o posteriori e, nei casi più estremi, la sostituzione completa di componenti vari come paraurti e cerchioni con altri del design più sportivo, l'applicazione di prese d'aria sul cofano e/o sul tettuccio, l'allargamento dei parafanghi o il rimodellamento della carrozzeria al fine di modificare la linea originale del veicolo.  Interventi meno invasivi comprendono la riverniciatura parziale o totale del veicolo, l'oscuramento dei cristalli e la sostituzione dei gruppi ottici anteriori e posteriori o l'applicazione sulla vernice di adesivi e livree chiamate anche sagomaturine. La modifica dei colori esterni si può ottenere con diverse tecniche, oltre alla riverniciatura. Una tecnica innovativa utilizzata nell'elaborazione dei veicoli è il wrapping, ovvero il rivestimento con una speciale pellicola che oltre a permettere facilmente di cambiare il colore, protegge la vernice originale; questa tecnica comprende tutti i tipi di colori e può anche essere utilizzata per aerografare il mezzo (sia esso moto, auto, camion, scooter ecc.) o per pubblicizzare la propria attività. La tecnica della cubicatura consente di coprire componenti smontabili con dei disegni stampati di fantasia o che richiamano altri materiali. Ad esempio è possibile decorare un componente di plastica con un disegno che ricorda la fibra di carbonio. Per quanto riguarda ciclomotori e moto, le operazioni più comuni oltre alla riverniciatura e all'applicazione di adesivi sono la sostituzione di elementi della carrozzeria (carene, codone, parafanghi), sella, specchietti retrovisori e segnalatori di direzione e l'oscuramento o la sostituzione del cupolino.

- Il tuning estetico degli interni tipicamente riguarda la strumentazione interna (plancia del cruscotto, indicatori aggiuntivi, carputers), la sostituzione di volante, pomello e cuffia del cambio, pedaliere, leva e cuffia del freno a mano, sostituzione dei sedili o rivestimento degli stessi, luci interne e riverniciatura del cruscotto e dei pannelli di rivestimento interni.

### Tuning meccanico

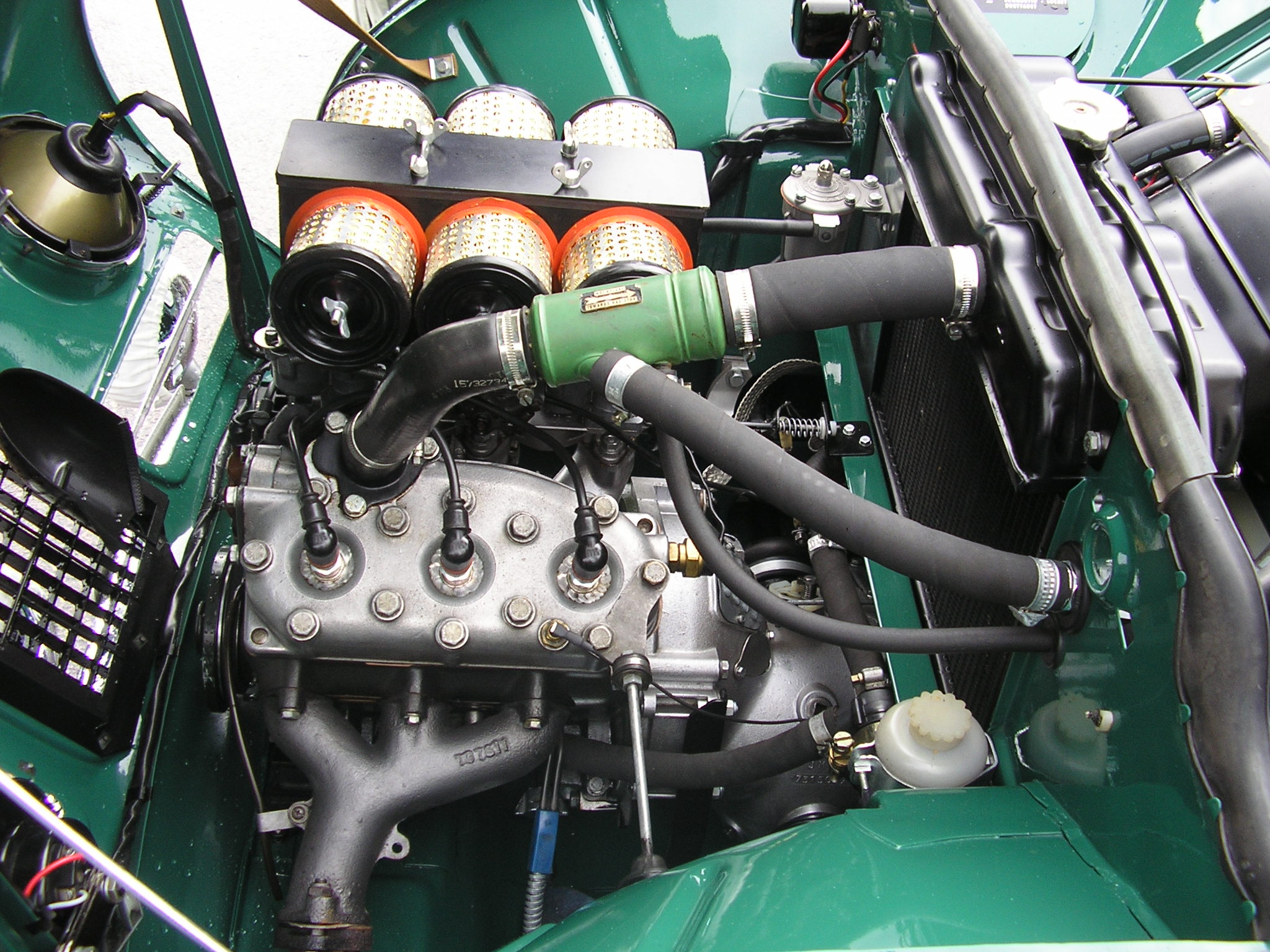
Il propulsore modificato di una Saab

Gli interventi di tipo meccanico possono riguardare vari componenti del veicolo.
In genere si divide in diversi settori di intervento:
- Interventi sul motore e impianto di scarico
- Interventi sull'impianto frenante e sulle ruote
- Interventi sulle sospensioni

Gli interventi al motore e al sistema di scarico possono consistere, ad esempio, nella semplice sostituzione del silenziatore o del filtro dell'aria con altro di tipo sportivo, o spingersi a livelli più tecnici, come la sostituzione degli alberi a camme, della frizione, del cambio, aggiunta di sistemi di sovralimentazione, rimappature della centralina del veicolo. Anche in questo caso, le personalizzazioni possono spingersi a livelli estremi, fermo restando la difficoltà di rientrare nell'ambito della legalità con modifiche di questo tipo.
Gli interventi all'impianto frenante consistono solitamente nel montaggio di dischi freno di dimensione maggiorata e/o forgiati in leghe più resistenti e nella sostituzione di pinze e pastiglie di derivazione sportiva, tesi a garantire prestazioni più elevate, soprattutto in presenza di modifiche al motore che aumentino la potenza del veicolo (sia esso una automobile o un altro mezzo).
La sostituzione dei cerchi originali con altri solitamente in lega leggera, rientra sia in ambito estetico, che meccanico, dato che, il montaggio di cerchi di misura maggiore rispetto all'originale necessita pneumatici più grandi, i quali modificano prestazioni e tenuta di strada del veicolo. Va citato infine anche l'uso di distanziali, che hanno lo scopo di aumentare l'escursione della gomma dal mozzo di montaggio, aumentando così la tenuta di strada del veicolo.
Gli interventi sulle sospensioni hanno lo scopo di "abbassare" e "irrigidire" il veicolo, aumentandone così la tenuta di strada e la stabilità, specialmente in curva.
Possono riguardare solo le molle, o estendersi anche all'ammortizzatore, il quale può avere taratura fissa, regolabile (con la possibilità di regolare l'altezza a piacimento con interventi sull'ammortizzatore stesso) o sistemi estremi che consentono di modificare elettronicamente i parametri di altezza e taratura dall'interno dell'abitacolo. Vanno inoltre segnalate le cosiddette sospensioni idrauliche, che si possono estendere in maniera molto evidente causando l'innalzamento o l'abbassamento di parte del veicolo, con escursioni anche di parecchi centimetri da terra, il cui utilizzo è confinato a scopi prettamente estetici.

### Tuning audio e video

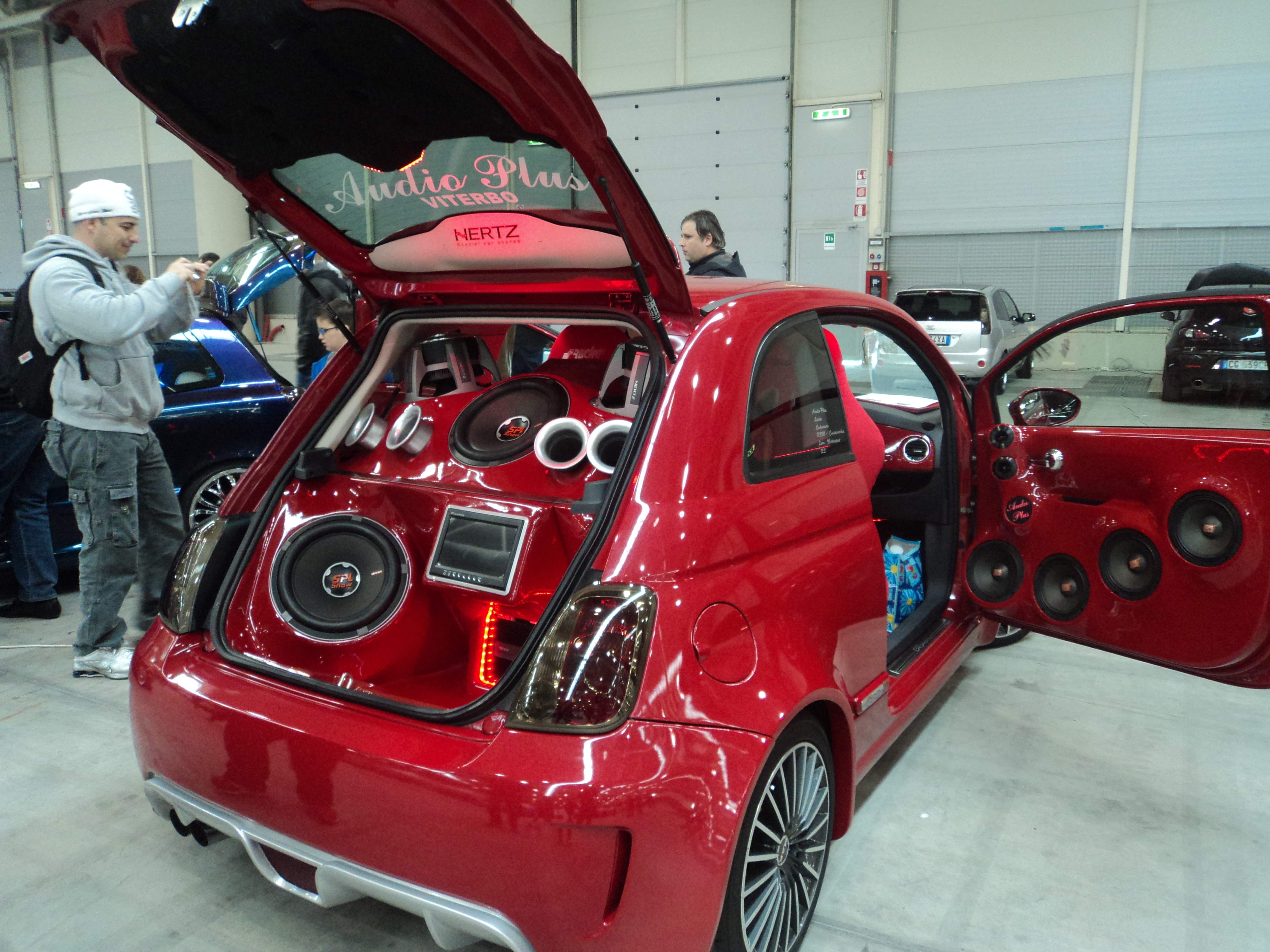
Il baule di una Abarth 500 per gare di car-audio

È il tipo di tuning praticato dai cultori del car audio, ossia delle prestazioni dell'impianto audio della vettura. Le modifiche più classiche sono l'adozione di uno o più amplificatori, altoparlanti dedicati alle varie frequenze (tweeter, midrange, woofer e subwoofer), una sorgente autoradio di qualità e un crossover in grado di separare le varie frequenze sonore e destinarle ai vari altoparlanti. 
Nelle preparazioni più estreme, si arriva a modificare completamente l'assetto del vano portabagagli, installandovi tutto il materiale sopracitato, con l'aggiunta di luci al Neon o Led ottenendo un effetto stroboscopico in grado di operare in sincrono con la musica.
Negli ultimi anni ha preso piede anche l'utilizzo di sorgenti dotate di lettore DVD incorporato, e ancor più recentemente l'utilizzo di schermi supplementari situati anche nel baule o in altre zone dell'auto, come per esempio dietro i poggiatesta , al posto della plafoniera d'illuminazione dell'abitacolo.

## Legislazione nel mondo
Negli USA il fenomeno non è disciplinato a livello federale, tuttavia i singoli Stati dispongono di proprie norme e regolamentazioni anche se non eccessivamente stringenti. Ci sono diverse associazioni che promuovono la pratica  una delle più famose è la Specialty Equipment Market Association creata nel 1963 e ogni anno a Las Vegas organizza una esposizione nel campo dell'automotive aftermarket.
In Austria ed in Germania, ad esempio, esiste il TÜV che certifica e controlla le modifiche effettuate omologando la vettura, in altri Stati come laa Svizzera o la Spagna, nei quali da molti anni il fenomeno è stato liberalizzato al fine di dare impulso alle industrie di settore, sebbene ci siano vari limiti e restrizioni.
La legislazione vigente in Italia ha reso estremamente difficile e controversa la pratica del tuning, ostacolando, con pratiche burocratiche spesso difficili da espletare, la possibilità di elaborare il proprio veicolo restando nella legalità. Importante passo avanti ha significato in tal senso il decreto Milleproroghe del 2009, che ha gettato le basi per la futura regolamentazione in questo delicato settore. Ad esempio, fatta eccezione per la sostituzione della parte terminale dell'impianto di scarico (detta silenziatore), che se effettuata utilizzando un componente omologato e specifico, non richiede l'aggiornamento della carta di circolazione, quasi tutte le altre modifiche di carattere estetico o meccanico effettuate, sono ammesse solo dopo aver effettuato regolare collaudo del veicolo presso le sedi della Motorizzazione Civile, muniti di nullaosta della casa costruttrice.
La sostituzione di un cerchione, se effettuata con altri di uguale misura, o di misura diversa ma riportata in origine sul libretto di circolazione del veicolo, è ammessa senza sostenere l'onere di alcuna revisione. È però fondamentale verificare che siano idonei alla massa del veicolo in questione.